# Alphen-Chaam
Alphen-Chaam este o comună în provincia Brabantul de Nord, Țările de Jos.

## Localități
Alphen (4.000 loc.), Alphen-Boshoven, Alphen-Oosterwijk, Boslust, Cauwelaar, Chaam (3.810 loc.), Chaamdijk, Druisdijk, Galder (1.190 loc.), Geersbroek, Ginderdoor, Grazen, Heerstaaien, Heikant, Het Sas, Hondseind, Houtgoor, Kalishoek, Klooster, Kwaalburg, Leg, Looneind, Meijsberg, Notsel, Rakens, Snijders-Chaam, Strijbeek, Terover, Venweg, 't Zand, Ulvenhout Alphen-Chaam.